# Тит Ливий
Тит Ливий (на латински: Titus Livius) е сред най-известните римски историци, най-известен с фундаменталния труд „Ab Urbe Condita Libri“ („От основаването на града“, издаден на български като „Достопаметни герои и деяния“) по историята на Рим.

## Биография
Ливий произхожда от състоятелно семейство от Патавия (днешна Падуа, Северна Италия) и в ранната си младост отива в Рим където получава добро образование, след което се занимава с философия, история и риторика. Известно е, че той ръководи занятията на бъдещия император Клавдий. Голямо значение в живота на Ливий заема приятелството му с Август, който се възхищава на книгите му, без да отчита техния републикански дух. Тит Ливий е скромен и приятен човек. Въпреки че го свързвали близки отношения с Август, Ливий не взема дейно участие в политическия живот. Автор е на труда „Ab Urbe Condita Libri“ („Достопаметни герои и деяния“), описващ основаването и историята на Рим, също на незапазени до наши дни историко-философски диалози и на риторически произведения в епистоларна форма. За Ливий с уважение се изказват и Сенека, Квинтилиан и Тацит, а неговите трудове са използвани от Валерий Максим, Аней Флор, Лукан и Силий Италик.

## Творчество
В младежките си години Ливий пише философски диалози, които не са достигнали до нас. След 27 г. пр.н.е. Ливий започва работа по „Достопаметни герои и деяния“. Изложението за историята на Рим започва с легендата за пристигането на Еней на италийска земя и завършва със смъртта на Нерон Клавдий Друз (9 г. пр.н.е.). В оцелелите книги има около 40 речи на исторически и полулегендарни фигури.
Целият труд се е състоял от 142 книги (по съвременните стандарти около 15 – 20 тома среден размер), но от тях до нас са достигнали напълно запазени 35. Ливй го започва между 27 и 25 г. пр.н.е. и продължава работата си над него до своята смърт през 17 г., повече от 40 години. От 142-те книги са запазени само 35:
- от 1 до 10 – описващи събитията до Третата самнитска война през 293 г. пр.н.е.,
- от 21 до 45 – описващи събитията от началото на Втората пуническа война през 218 г. пр.н.е. до триумфа на Емилий Павел след победата му над Древна Македония през 167 г. пр.н.е.,
- оскъдни фрагменти от останалите книги, сред които най-важен е откъсът, описващ смъртта на Цицерон в 120 книга.[1]